# Owsica łąkowa
Owsica łąkowa (Helictochloa pratensis (L.) Romero Zarco) – gatunek rośliny z rodziny wiechlinowatych. Występuje w Europie i południowo-zachodniej Azji. W Polsce ma rozproszone stanowiska, najwięcej ma ich na Wyżynie Małopolskiej oraz nad dolną Wisłą, brak jej w Karpatach i we wschodniej części kraju.

## Morfologia

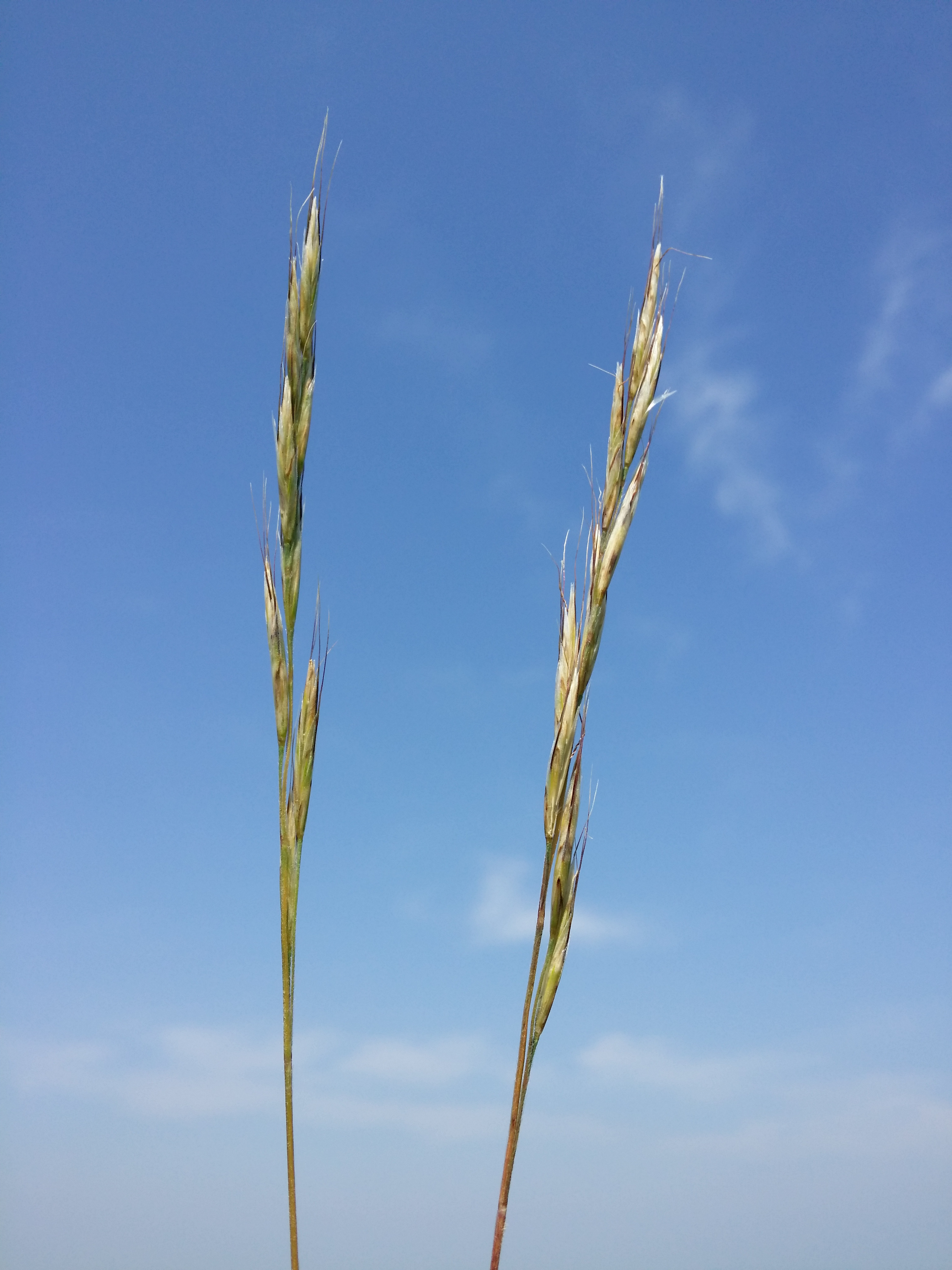
Kwiatostan

PokrójWieloletnia trawa kępkowa.
ŁodygaŹdźbło do 1 m wysokości.
LiścieBlaszki liści odziomkowych często wpół złożone, szerokości 2–4 mm. Języczek liściowy długości 2–7 mm.
KwiatyZebrane w jasnozielone lub żółtawe, jasnofioletowo nabiegłe, 3-5-kwiatowe kłoski długości około 2 cm, te z kolei zebrane w wiechę długości 10–20 cm. Oś kłoska pod kwiatami pokryta włoskami długości 1–1,5 mm. Plewy 3-nerwowe. Plewa górna długości 13–18 mm. Ość plewki dolnej w dole taśmowato spłaszczona i skręcona.
OwoceZiarniaki.

## Biologia i ekologia
Bylina, hemikryptofit. Rośnie w murawach kserotermicznych. Kwitnie w czerwcu i lipcu. Gatunek charakterystyczny klasy Festuco-Brometea.

## Zmienność
Gatunek zróżnicowany na pięć podgatunków:
- Helictotrichon pratense subsp. gonzaloi (Sennen) Mateo & Figuerola - występuje w Hiszpanii
- Helictotrichon pratense subsp. hirtifolium (Podp.) Dostál - rośnie w Austrii i na Słowacji
- Helictotrichon pratense subsp. iberica (St.-Yves) Mateo & Figuerola - występuje w Hiszpanii i Francji
- Helictotrichon pratense subsp. pratense - rośnie w całym zasięgu gatunku
- Helictochloa pratensis subsp. requienii (Mutel) H.Scholz – Francja i Hiszpania